# Vincent Lopez
Vincent Lopez é um pianista americano, com origens portuguesas da Ilha da Madeira.
1. ↑  «Vincent Lopez» (html). AMICA. Consultado em 13 de junho de 2016